# Xu Zhaoxiao
Dans ce nom chinois, le nom de famille, Xu, précède le nom personnel.
Pour les articles homonymes, voir Xu.
Xu Zhaoxiao, né le 30 mars 1965 dans la province du Heilongjiang en Mandchourie, est un patineur artistique chinois, qui participe aux Jeux olympiques d'hiver de 1980 et 1984.

## Biographie

### Carrière sportive
Xu Zhaoxiao représente son pays à un mondial junior (1981 à London), trois mondiaux seniors (1981 à Hartford, 1982 à Copenhague et 1985 à Tokyo) et deux Jeux olympiques d'hiver (1980 à Lake Placid et 1984 à Sarajevo).
Il est le premier patineur artistique chinois de l'histoire à participer aux Jeux olympiques d'hiver, avec sa compatriote féminine Bao Zhenghua, lors de l'olympiade de 1980.

### Reconversion
Après avoir pris sa retraite des compétitions, il devient entraîneur. Ses élèves les plus connus sont Yang Chao, Gao Song, Ma Xiaodong, Wu Jialiang, An Yang et Jin Boyang.

## Palmarès
| Compétition                   | 1980    | 1981    | 1982    | 1983    | 1984    | 1985    |  |  |  |  |  |  |  |  |  |  |  |  |  |
| Jeux olympiques d'hiver       | 16e     |         |         |         | 18e     |         |  |  |  |  |  |  |  |  |  |  |  |  |  |
| Championnats du monde         |         | 20e     | 27e     |         |         | 23e     |  |  |  |  |  |  |  |  |  |  |  |  |  |
| Championnats du monde juniors |         | 12e     |         |         |         |         |  |  |  |  |  |  |  |  |  |  |  |  |  |
|                               |         |         |         |         |         |         |  |  |  |  |  |  |  |  |  |  |  |  |  |
| Autres compétitions           | 1979/80 | 1980/81 | 1981/82 | 1982/83 | 1983/84 | 1984/85 |  |  |  |  |  |  |  |  |  |  |  |  |  |
| Trophée NHK                   |         |         |         | 12e     |         |         |  |  |  |  |  |  |  |  |  |  |  |  |  |
|                               |         |         |         |         |         |         |  |  |  |  |  |  |  |  |  |  |  |  |  |